# La Salle Berga
La Salle de Berga és un col·legi dels Germans de La Salle fundat l'any 1909 per l'industrial berguedà Lluís Rosal, amb la voluntat de crear a Berga una escola cristiana. Actualment es troba emplaçat en un edifici-xalet familiar al voltant del parc Lledó i arrecerat a la Serra de Queralt (Berga). Entre els seus antics alumnes hi figuren el guerriller antifranquista Marcel·lí Massana i Balcells i el dirigent anarquista Josep Ester Borràs.
El 21 de maig de 1959, en les Noces d'or de l'antic edifici (Col·legi Rosal), s'inaugurà el nou edifici construït al passeig de les Fonts del Lledó.
L'any 1963 va organitzar a Berga la VI assemblea de la Federació d'Associacions Lasalianes de Catalunya. L'any 1978 va organitzar múltiples activitats per commemorar el centenari de l'arribada dels col·legis de La Salle a Espanya. Des del 24 d'abril de 1997 La Salle Berga té un conveni de complementarietat amb l'escola Vedruna Berga.
El 2009, i en celebració del seu centenari, va realitzar una exposició fotogràfica 100 anys de la Salle Berga amb la col·laboració de l'Arxiu Comarcal del Berguedà.